# Benjamín Guzmán
Benjamín Alonso Guzmán Blanco(18 de febrero de 1988) es un nadador chileno plusmarquista nacional. Fue medallista de oro en los Juegos del ALBA de  2007 y 2009, año en el que nadó en el Campeonato Mundial de Natación de Roma. En 2008 logró la medalla de bronce en los 400 m combinado del Campeonato Sudamericano de Natación de ese año.